# Quantic Dream
Quantic Dream is een Frans computerspelontwikkelaar, gevestigd in Parijs. Ze staan bekend om de grote focus op verhaallijnen in hun spellen.

## Geschiedenis
Het eerste spel van Quantic Dream, Omikron: The Nomad Soul kwam uit in 1999 voor de Dreamcast en Windows. Er werd daarna gewerkt aan een action-adventure onder de naam Quark; het spel werd echter tijdens de ontwikkeling geannuleerd.
De ontwikkeling van Fahrenheit (bekend als Indigo Prophecy in Noord-Amerika) begon in 2002, hun eerste spel dat gebruik maakte van cinematische technologie waardoor spelers door meerdere verhaallijnen kunnen spelen gebaseerd op hun keuzes die ze maken. Fahrenheit is ook hun eerste spel dat wereldwijd positieve recensies kreeg en daarnaast ook enkele onderscheidingen kreeg, waaronder "beste verhaal" en "beste avonturenspel" van GameSpot.
Een nieuw intellectueel eigendom Heavy Rain en het vervolg op hun eerste spel, Omikron 2 werden aangekondigd als spellen die voor de net uitgekomen PlayStation 3 zouden uitgekomen. Omikron 2 werd op een later moment geannuleerd, Heavy Rain kwam echter in 2010 daadwerkelijk uit voor de console van Sony. Het spel werd met lof ontvangen en verkocht in twee maanden wereldwijd meer dan 1 miljoen exemplaren.
In 2013 kwam Beyond: Two Souls uit die net zoals Heavy Rain exclusief is voor de PlayStation 3. Op 24 november 2015 kwam Beyond: Two souls uit voor de Playstation 4.
Op 25 mei 2018 bracht Quantic Dream het spel Detroit: Become Human uit. Dit spel is verkrijgbaar voor de PlayStation 4 en sinds december 2019 ook op PC.

## Ontwikkelde spellen
| Release  | Titel                   | Platform                                     |
| -------- | ----------------------- | -------------------------------------------- |
| 1999     | Omikron: The Nomad Soul | Dreamcast, Windows                           |
| 2005     | Fahrenheit              | PlayStation 2, Windows, Xbox                 |
| 2010     | Heavy Rain              | PlayStation 3, PlayStation 4, Windows (2019) |
| 2013     | Beyond: Two Souls       | PlayStation 3, PlayStation 4, Windows (2019) |
| 2018     | Detroit: Become Human   | PlayStation 4, Windows (2019)                |
| Onbekend | Star Wars: Eclipse      | Onbekend                                     |